# 刘佳燊
刘佳燊（1991年11月23日—）是中国职业足球运动员，司职后卫，目前效力于上海申花。
刘佳燊由于其身高和年龄优势以及出色的技术与意识在进入职业联赛之前就引起关注。2010年初，刘佳燊所在的青岛海利丰在中国足坛反赌风暴中遭到取消联赛注册资格的处罚，俱乐部之后解散，上海申花随即将其签入。2011年，刘佳燊进入了上海申花的第一期亚冠名单，6月18日在对杭州绿城的联赛中替补出场获得第一次正式比赛机会。